# Egotel de Tate
L'egotel de Tate (Aegotheles tatei) és una espècie d'ocell de la família dels egotèlids (Aegothelidae). Habita els boscos d'una petita zona de l'oest de Papua-Nova Guinea.